# Pristupite vjerni
Pristupite vjerni (Adeste fideles) je božićni himan koju je napisao John Francis Wade 1743.

## Vanjske poveznice
- Zbor Filozofskog fakulteta iz Pule, Hrvatska izvodi ’’Pristupite vjerni’’ - (video)